# Parc national de Little Desert

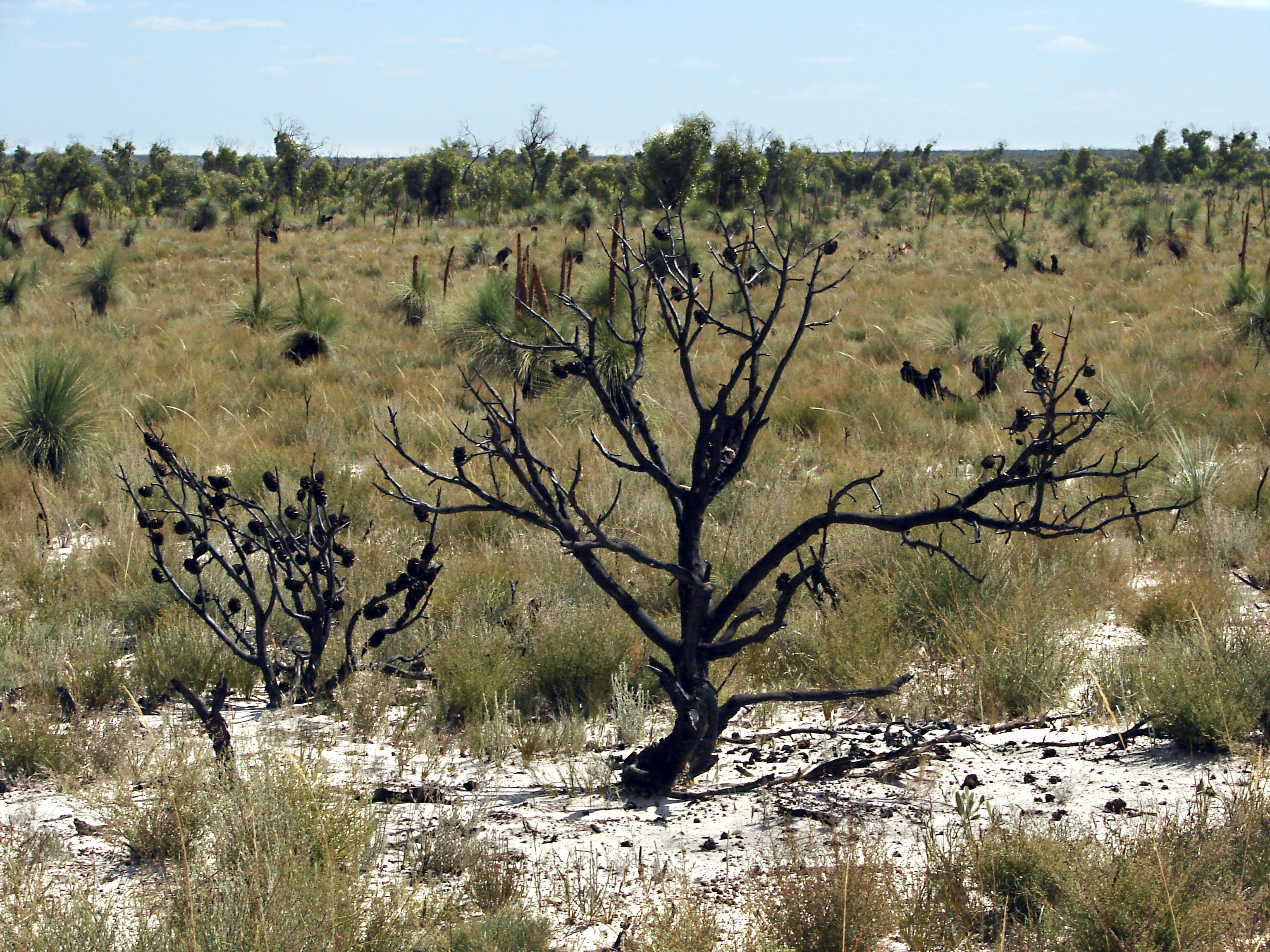
Paysage typique du parc.

Le parc national de Little Desert est un parc national situé au Victoria en Australie à 375 km à l'ouest de Melbourne. Il s'étend de la rivière Wimmera à l'est jusqu'à Naracoorte près de la frontière avec l'Australie-Méridionale à l'ouest.
Il reçoit une pluviométrie annuelle d'environ 480 millimètres avec un gradient de 400 millimètres à l'est jusqu'à 600 millimètres à proximité de Naracoorte. C'est à peu près que la région sèche qui entoure le parc, mais le parc a de très profonds sols sableux beaucoup plus pauvres en éléments nutritifs que les sols argileux voisins utilisés pour l'agriculture. Ces sols sablonneux ont des teneurs extraordinairement faibles en éléments nutritifs disponibles et retiennent très mal l'eau, ce qui réduit la disponibilité en eau pour les plantes. Aussi, toute agriculture s'est révélée impossible dans la région tant que les carences en zinc, cuivre et molybdène n'ont pas été identifiées dans les années 1940. 
Même après que les engrais contenant ces éléments furent devenus disponibles, des études effectuées par le gouvernement du Victoria dans les années 1950 et 1960 ont montré que la région n'était pas capable de devenir des terres agricoles productives. L'opposition locale à la vente des terres pour l'agriculture a été intense et a rapidement obtenu des soutiens. Le gouvernement Bolte est resté de marbre sur ces préoccupations environnementales, mais a finalement été convaincu de conserver la zone comme réserve naturelle par rentabilité économique: les bénéfices estimé de l'activité croissante de l'écotourisme, l'emportant sur les maigres montants à gagner en vendant des terres agricoles de faible valeur marginale. 
Avec le temps, la région est devenue un parc national, en commençant en 1968 avec le tiers oriental et s'est achevée en 1986 avec l'ajout de deux blocs de plus à l'ouest, couvrant ainsi l'ensemble des zones sablonneuses jusqu'à la frontière avec l'Australie-Méridionale. 

## Faune et flore
La végétation du parc varie des landes de mallee pur dans l’Eastern Block aux bois de Callitris et de Casuarina dans le Western Block plus humide. Dans le Western Block, il existe de vastes zones de marécages saisonniers formés sur des glacis argileux. Les zones de latérite dispersées dans les zones sablonneuses du parc par du mallee. 